# Подвижен железопътен състав
Подвижен железопътен състав се нарича съвкупността от подвижните железопътни единици, движещи се по релсов път.
Според предназначението му той бива: пътнически, товарен и специален.
По способа му на придвижване подвижният състав се дели на:
- тягов (теглещ/бутащ) състав – локомотиви (електрически, дизелови, парни),
- моторвагонен състав – метровлакове, електровлакове, дизелвлакове, трамваи;
- специален самоходен състав – автомотриси, самоходни машини, дрезини;
- несамоходен състав – вагони[1].

Подвижен железопътен състав се произвежда в специализирани предприятия на транспортното машиностроене: локомотивостроителни заводи, вагоностроителни заводи и други подобни. Капитален ремонт на подвижния състав се извършва в съответни ремонтни предприятия (локомотиворемонтни, вагоноремонтни и др.), а текущ ремонт и поддръжка – в депата (локомотивно депо, вагонно депо), изграждани при възловите и крайните железопътни гари.